# Ephedra coryi
Ephedra coryi är en kärlväxtart som beskrevs av E.L.Reed. Ephedra coryi ingår i släktet efedraväxter, och familjen Ephedraceae. Inga underarter finns listade i Catalogue of Life.